# Garcinia aphanophlebia
Garcinia aphanophlebia är en tvåhjärtbladig växtart som beskrevs av John Gilbert Baker. Garcinia aphanophlebia ingår i släktet Garcinia och familjen Clusiaceae. Inga underarter finns listade i Catalogue of Life.